# بیلی مایرز
بیلی مایرز (انگلیسی: Billie Myers؛ زادهٔ ۱۴ ژوئن ۱۹۷۱) یک موسیقی‌دان اهل بریتانیا است. وی از سال ۱۹۹۷ میلادی تاکنون مشغول فعالیت بوده‌است.